# ラブリー♡キャッツアイ
「ラブリー♡キャッツアイ」は、日本の歌手・misonoの4作目のシングル。

## 概要
- 前作「スピードライブ」から約4か月ぶりのシングル。
- 表題曲はゲームソフト『テイルズ オブ ザ テンペスト』のTV-CMソングに[注 1]、カップリング曲はグリコ乳業『カフェオレ』のTV-CMソングにそれぞれ起用された[1]。CMのタイアップを手掛けるのは「アリとキリギリス 〜10 years later〜」に引き続き2作連続、表題曲としては初となった。
- ジャケットの異なるCD+DVD規格とCD規格の2形態で発売され、DVDには表題曲のビデオクリップが収録された。
- オリコンチャート初登場14位を獲得。「個人授業」以来2作ぶりにトップ20入りを果たした。

## 収録曲
| #         | タイトル                                 | 作詞               | 作曲      | 編曲                     | 時間  |
| --------- | ---------------------------------------- | ------------------ | --------- | ------------------------ | ----- |
| 1.        | 「ラブリー♡キャッツアイ」                | misono             | 西川進    | 西川進、イズタニタカヒロ | 4:29  |
| 2.        | 「TOMORROW」                             | 岡本真夜、真名杏樹 | 岡本真夜  | 松田"CHABE"岳二          | 4:20  |
| 3.        | 「ラブリー♡キャッツアイ -instrumental-」 |                    | 西川進    | 西川進、イズタニタカヒロ | 4:29  |
| 4.        | 「TOMORROW -Instrumental-」              |                    | 岡本真夜  | 松田"CHABE"岳二          | 4:18  |
| 合計時間: | 合計時間:                                | 合計時間:          | 合計時間: | 合計時間:                | 17:36 |

### 解説
1. ラブリー♡キャッツアイ
ハードロック調の楽曲[2]。
2. TOMORROW
岡本真夜の同名曲のリアレンジカバー[1][2]。後に『misonoカバALBUM』にも収録された[3]。
3. ラブリー♡キャッツアイ -instrumental-
表題曲のインストゥルメンタルバージョン。
4. TOMORROW -instrumental-
カップリング曲のインストゥルメンタルバージョン。

## 参加ミュージシャン
- misono：Vocal (#1,2)

support musician
- イズタニタカヒロ：Additional Programming (#1,3)
- 西川進：Guitar (#1,3)
- 松田岳二：Guitar & Synthesizer (#2,4)
- FIRE：Bass (#1,3)
- 村田シゲ：Bass (#2,4)
- 村石雅行：Drums (#1,3)
- 恒岡章：Drums (#2,4)
- 柴田俊文：Organ (#1,3)
- 田上修太郎：Piano (#2,4)

## タイアップ
- バンダイナムコゲームス社製ニンテンドーDS専用ゲームソフト『テイルズ オブ ザ テンペスト』TV-CMソング (#1)
- グリコ乳業『カフェオレ』TV-CMソング (#2)

## 収録アルバム
- never+land (#1 ネコはコタツで丸くならないの巻)
- Tales with misono -BEST- (#1 ネコはコタツで丸くならないの巻)
- misonoカバALBUM (#2)
- Healing 〜All Time Covers〜 (#2)